# Nicolae Labiș

Casa memorială „Nicolae Labiș” din Mălini

Nicolae Labiș (n. 2 decembrie 1935, Poiana Mărului, România – d. 22 decembrie 1956, București, România) a fost un poet român. Criticul Eugen Simion l-a supranumit, metaforic, „buzduganul unei generații”.

## Biografie

### Copilăria și studiile
A fost fiul învățătorilor Eugen și Ana-Profira (n. Luca-Asandei), iar școala primară o începe în satul natal în clasa mamei sale. 

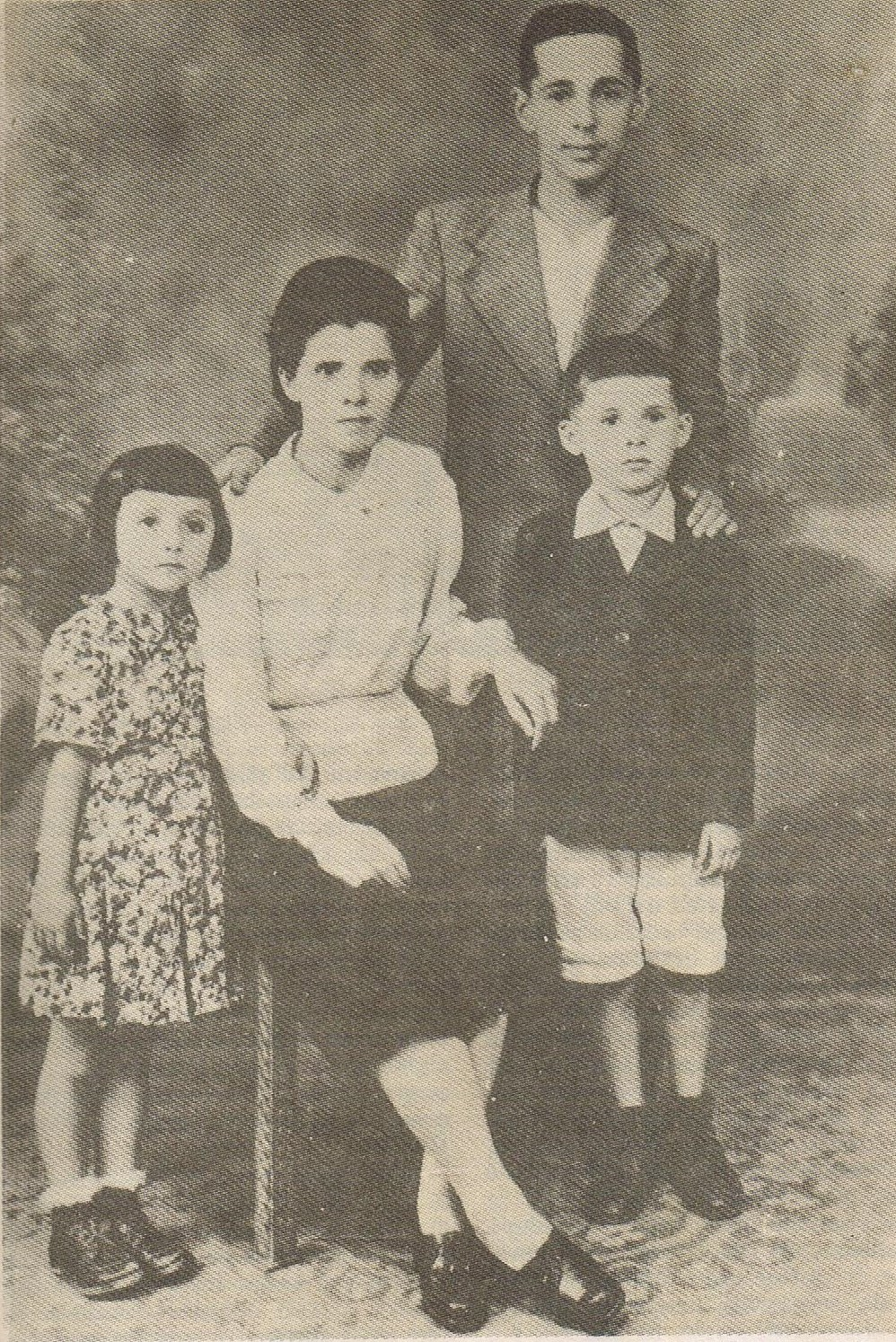
Eugen și Profira Labiș alături de copii: Nicolae și Margareta.

 Încă de la 5 ani învață să citească de la elevii mamei sale. În timpul celui de-al Doilea Război Mondial tatăl pleacă pe front, iar familia se refugiază în comuna Mihăești, satul Văcarea, lângă Câmpulung-Muscel. În mai 1945, familia se întoarce în Moldova și se stabilește la Mălini.
A urmat Liceul „Nicu Gane” din Fălticeni între anii 1947 - 1951, perioadă în care scrie versuri, iar la sfârșitul lui 1950, participă la o consfătuire a tinerilor scriitori din Moldova, în calitate de secretar al cenaclului literar din Fălticeni, care are loc la Iași, unde se remarcă după ce recită poezia Fii dârz și luptă, Nicolae!, poezie care-i va fi publicată în Iașul nou și în ziarul Lupta poporului din Suceava.
În mai 1951 a obținut premiul întâi, la Olimpiada națională de limba română care a avut loc la București, iar cu această ocazie câștigă admirația redactorilor revistei Viața Românească, care-i publică poezia Gazeta de stradă.
În ianuarie 1952, la inițiativa lui Constantin Ciopraga, Labiș a fost transferat la Liceul „Mihail Sadoveanu” din Iași, unde a devenit conducătorul cenaclului literar.
Portretul fizic al lui Nicolae Labiș este sugestiv creionat de Tudor Vianu (citat în: George Bădărău, Nicolae Labiș, Viața și opera, 2001) care mărturisește: „Mă surprindea obrazul lui bucălat de copil, ochii cu umbre adânci, mustața legată, ca a plutașilor de pe Bistrița. Era în înfățișarea lui ceva în același timp proaspăt și arhaic, cum nu mai văzusem niciodată pe figura unui tânăr.”

### Activitatea literară
La data de 15 septembrie 1952, Labiș a început să urmeze cursurile de la Școala de Literatură și Critică Literară „Mihai Eminescu” din București, unde i-a avut ca profesori pe Mihail Sadoveanu, Tudor Vianu și Camil Petrescu, iar printre colegi pe Florin Mugur, Lucian Raicu, Ion Gheorghe, Radu Cosașu, Doina Sălăjan, Gheorghe Tomozei, Mihai Negulescu. Aici s-a impus, grație înzestrării sale poetice și intelectuale excepționale, ca lider de opinie.
Deși a îmbrățișat, la început, ideile regimului comunist de guvernământ, cântându-i laude într-un număr de poezii, devenind o stea în cadrul partidului, în februarie 1953, departamentul său a purtat discuții cu privire la presupusele lui „abateri de la moralitatea școlii și disciplină”. În primăvara anului 1954, în cadrul Uniunii Tineretului Muncitor (UTM) au avut loc de asemenea discuții despre comportamentul său și s-a decis expulzarea sa din rândurile organizației. Cu toate acestea, pedeapsa nu a fost confirmată de organele superioare, propunerile fiind de fiecare dată refuzate de Mihail Sadoveanu, cel ce era la vremea respectivă președinte. De asemenea, acest fapt a fost relatat în cartea „O istorie anecdotică a literaturii române”. 
La absolvire a fost angajat ca redactor la revista Contemporanul, apoi la Gazeta literară. Începând din toamna lui 1955 urmează cursurile Facultății de Filologie a Universității din București, însă renunță după doar un semestru. Poemul său, Moartea Căprioarei, apare în Viața Românească în acest an.
În 1956 participă la o conferință pe țară a tinerilor scriitori, publică două volume, Puiul de cerb și Primele iubiri, și pregătește pentru tipar cel de-al treilea volum, Lupta cu inerția, care-i va fi publicat postum, cenzurat, în anul 1958.
În poezia lui Nicolae Labiș se regăsesc influențe ale lui Mihai Eminescu, Tudor Arghezi și Ion Barbu. O frapantă afinitate prezintă Labiș cu Arthur Rimbaud, amintit în versurile:
„Scuture-și pe bulevarde capitala românească
Galbeni tei și scrie-și slăvii integral, semeț contur
Din vuirea de tramvaie și din ud pavaj să-ți crească
Evocarea mea frățească, încâlcit ștrengar, Arthur!”
Influența lui Eminescu este vădită în versurile din poezia Primele iubiri:
„Dacă alte lumi, plecată
Cu-ai tăi pași ai să alinți,
Îți va fi și-atunci păstrată
Urma pașilor fierbinți.
Căci formându-ți unduirea
Calmă-a palmelor subțiri,
Mi-ai stins până și-amintirea

Trecătoarelor iubiri”
Un poem excepțional este Rîsul. Animalul care ucidea numai pentru sânge, nu pentru hrană, „bătrân și mohorât”, omoară încă o dată , dar dinții nu-l mai ajută să-l sfâșie, iar „limba ostenită” nu-i mai poate linge sângele.:
„Din ce în ce mai slabă și inima îi sună
Și fiarei i se pare că-i iarnă, c-a-nghețat,
Că-n ultima lui pradă de astăzi, se răzbună

Tot sîngele pe care l-a vărsat.”
O semnificație morală se desprinde și din Moartea căprioarei. Copilul, chinuit de foame, are sentimentul de culpă pentru uciderea căprioarei care se jertfește spre a-i conserva viața:
„Ce-i inimă! Mi-i foame! Vreau să trăiesc și-aș vrea
Tu, iartă-mă, fecioară - tu, căprioara mea!
Mi-i somn. Ce nalt îi focul! Și codrul , ce adânc!

Plîng. Ce gîndește tata? Mănînc și plîng. Mănînc!”
În poezia românească actuală, Nicolae Labiș rămâne un vis întrerupt, un „albatros ucis,” ce, asemenea războinicului furtunii aruncat „pe-un cimitir de scoici”, răsfrângea în ochiu-i stins „un nou urcuș”. Al. Piru (op. cit.) estimează că „Dacă el însuși [Labiș] nu și-a mai putut relua zborul, o generație întreagă de poeți vor duce mai departe flacăra aprinsă de el în 1956.”
Lucian Raicu scrie că: „...există în poezia sa nu numai Eminescu, Blaga, Arghezi, Fundoianu, Goga, dar și <<punctul de vedere>>, perspectiva criticii; clasicii și poeții interbelici sunt văzuți în ei înșiși, dar și prin E. Lovinescu și G. Ibrăileanu, G. Călinescu și Tudor Vianu, Pompiliu Constantinescu și Șerban Cioculescu...”

La Plenara secției de poezie a Uniunii Scriitorilor din 29 mai 1956, Mihu Dragomir îl acuză de „asimilarea excesivă a unor poeți dintre cele două războaie” (Ion Barbu și Tudor Arghezi), iar ulterior, la primul Congres al Scriitorilor din iunie 1956 a fost învinuit de Mihai Beniuc de „snobism, evazionism, influențe ale ideologiei burgheze, infiltrații liberaliste, slabă pregătire ideologică, lipsă de contact cu realitatea, precum și confuzii cu privire la raportul dintre libertate și îndrumare”, iar Aurel Rău îl suspectează de teribilism. Pe de altă parte, încă la începutul lunii ianuarie 1956, într-o consfătuire ideologică organizată de ziarul „Scânteia”, Leonte Răutu, șeful Secției de Propagandă și Agitație a Comitetului Central al PCR, incriminează poemul Albatrosul ucis pentru grave abateri de la linia Partidului.

### Sfârșitul
În noaptea de 9 spre 10 decembrie 1956, la scurt timp după aniversarea împlinirii a 21 de ani, Labiș, care petrecuse câteva ore în compania unor cunoștințe și consumând țuică la Casa Capșa și apoi la restaurantul Victoria, a fost victima unui grav accident de tramvai.
După ce i-a fost refuzată internarea la spitalele Colțea și Central 
, spre zorii zilei de 10 decembrie a fost internat la Spitalul de Urgență. Acolo, de pe patul de spital i-a șoptit un poem prietenului său, scriitorul Aurel Covaci, poem care a fost inclus în volumul postum Lupta cu inerția:
Pasărea cu clonț de rubin
S-a răzbunat, iat-o, s-a răzbunat.
Nu mai pot s-o mângâi.
M-a strivit,
Pasărea cu clonț de rubin,
Iar mâine
Puii păsării cu clonț de rubin,
Ciugulind prin țărână,
Vor găsi poate
Urmele poetului Nicolae Labiș
Care va rămâne o amintire frumoasă...
Tudor Vianu scria: „Clonțul de fier al pasărei de pradă, acel care împinge și sfâșie, este un simbol. Când i-a simțit ascuțișul și trupul i s-a desfăcut din legături, a glumit ca un nou Villon. A văzut puii gaiței, ciugulind urmele poetului Nicolae Labiș, <<o amintire frumoasă>>. A dictat aceste versuri pe patul de suferință, în puținele zile pe care le-a mai trăit...”
În ciuda eforturilor medicilor și o mobilizare spirituală a colegilor săi scriitori, cunoștințe și prieteni, starea lui s-a înrăutățit inexorabil, iar la 22 decembrie 1956, la ora 2 dimineața, a decedat. Dr. Firică, medicul care s-a ocupat de cazul lui Labiș, a declarat: Mi-a revenit trista sarcină să constat, încă de la primul examen, că accidentatul nu avea nici o șansă: măduva era complet secționată. Tot ce puteam face era să-i prelungim viața cu câteva zile.
Trupul neînsuflețit a fost depus pentru ultimile omagii la Casa Scriitorilor. A fost înmormântat la cimitirul Bellu.
Reputația lui Nicolae Labiș a crescut după moarte, fiind perceput ca simbolul unei noi generații, numită „generația Labiș” (Gheorghe Tomozei, Florin Mugur, Aurel Covaci, Alexandru Andrițoiu, Alexandru Căprariu, Ion Gheorghe ș.a.).

## Controverse privind accidentul de tramvai
Ipoteza oficială a accidentului de tramvai este că Nicolae Labiș, aflat în stare de ebrietate, a alunecat fatal între bordura și platforma stației de tramvai de la Colțea, fiind prins între grătarele celor două vagoane ale tramvaiului. În procesul-verbal semnat în ziua de 25 decembrie 1956 de balerina Maria Polevoi, cu care poetul și-a dat întâlnire în acea noapte, aceasta a susținut că ceea ce s-a întâmplat pe refugiul de la Colțea a fost un simplu accident. Cele susținute de Maria Polevoi, au fost confirmate și de Isac-Grișa Schwartzman un alt martor ocular, mărturie consemnată de Gheorghe Tomozei în volumul Moartea unui poet și de vatmanul tramvaiului, Udroiu Marin, care a declarat: ... când a ajuns la cca 4 metri de capătul refugiului de tramvai, înainte de a opri tramvaiul pe loc, numitul Labiș Nicolae , domiciliat în București,…care se afla sub influența băuturilor alcoolice a luat tramvaiul din mers urcându-se pe la ușa din față a remorcii. Urcându-se pe scară, neputând ținându-se a căzut jos apucându-l platforma remorcii și scara iar la țipetele publicului tramvaiul a oprit după care a fost scos de sub scară și transportat la Spitalui Colțea, rămânând internat.
În cartea scriitoarei Stela Covaci scena accidentului este descrisă altfel: „Patru persoane așteaptă să se urce [în tramvai], Labiș e al treilea, dar tot mai șovăie. Cel de al patrulea e Grișa [Isac Schwartzman, zis Grișa]. Când se pornește tramvaiul, cel de al patrulea îl împinge pe Nicolae Labiș pe grătarul dintre cele două vagoane. Grișa strigă că cel căzut e beat, în timp ce Mary [Maria Polevoi]...declară că îl cunoaște pe poetul Nicolae Labiș și roagă să fie dus la spital.”
Stela Covaci mai relatează că la scurtă vreme după înmormântarea lui Nicolae Labiș, lui Schwartzman Isac-Grișa i s-au aprobat actele de plecare definitivă din țară. Prezența lui Isac Schwartzman la locul evenimentului este de netăgăduit, deoarece în procesul-verbal întocmit de sergentul major de miliție care a constatat accidentul de circulație figurează ca martori două persoane: Rotaru Jenica și Schwartzman Isac.
Controversele referitoare la un eventual asasinat au apărut în urma mărturiilor a celor declarate de Nicolae Labiș pe patul de spital apropiaților și a faptului că poetul era urmărit de Securitate, deoarece dintr-un scriitor care slăvea actele partidului și ale sovieticilor, a început să se îndoiască de doctrina acestora după Discursul secret al lui Hrușciov și după Revoluția ungară din 1956.
Mihai Stoian a consemnat:  La spital Labiș mi-a povestit cum s-a consumat accidentul... Îmi aduc aminte că vorbea despre o scurtă vizită la Capșa, apoi însoțit de doi bărbați și o femeie, balerină, coborâseră în pasaj la „Victoria” din Piața Bălcescu a vrut să ia un tramvai, nu spre casă, spre casa femeii, a încercat să se urce prin față la clasa a doua, dar cineva l-ar fi îmbrâncit, și, în ultima secundă, s-a prins de grătarul intermediar, dintre vagoane: „Țineam ochii mari deschiși și vedeam cum, din capul meu izbit de caldarâm, ies scântei”.
Scriitorul Cezar Ivănescu, în cartea sa scrisă în colaborare cu Stela Covaci, Timpul asasinilor. Documente și mărturii despre viața, moartea și transfigurarea lui Nicolae Labiș, susține că Labiș i-a povestit pe patul de moarte Mioarei Cremene că s-a dus să ia tramvaiul de la 2.40 noaptea de la stația Colțea, stație în care-și dăduse întâlnire cu Maria Polevoi, dansatoare, care voia să-l ia la ea acasă. Securistul care-l urmărea pe Labiș s-a urcat în remorca tramvaiului în care urma să se urce și poetul, dar cum poetul era băut și se clătina, părea indecis, iar agentul de securitate a avut senzația că Labiș nu se va urca în acel tramvai și, deoarece nu voia să-l scape de sub observație a sărit prin ușa din față și, în săritură, l-a izbit pe Labiș și l-a băgat sub tramvai, Conform aceleași mărturii, a Mioarei Cremene, Labiș a fost vizitat la spital de către agentul de securitate și i-a solicitat să semneze o declarație prin care poetul renunța la orice pretenție materială în urma accidentului.
În 2005, scriitorul Imre Portik, prieten de la Școala de Literatură, a publicat memoriile sale, Hora morții. Consemnări despre prietenul meu Nicolae Labiș, în care a pretins că Labiș a fost împins din tramvai in seara accidentului:
- Cum a dat nenorocirea asta peste capul tău?...Ai fost beat?
- Nu, n-am fost beat. E adevărat că am băut în după-amiaza și în seara aceea, dar nici măcar amețit n-am fost, a răspuns Labiș. 
- Cum ai putut să cazi sub tramvai treaz?
- Nu am căzut singur, am fost îmbrâncit din spate de cineva...
- De cine, îl cunoști?
- Nu știu cine a fost. N-am avut timp să mă uit înapoi, pentru că îmbrâncitura m-a proiectat, cu brațele ridicate, pe grătarul între vagoane. Încleștasem degetele mâinilor de o bară a grătarului, dar încet, încet alunecam tot mai jos, iar picioarele tot mai mult ajungeau sub vagonul-remorcă. Eram cu capul în aer, cu fața în jos și vedeam cum sar din șine scântei galbene și verzui. În timp ce eram târât așa, am simțit câteva lovituri puternice ale vagonului din urmă în spate. (...) Am așteptat în loc până când motorul a ajuns în dreptul meu cu viteză redusă, însă văzând că va depăși capătul zonei de refugiu, am pornit în urma lui, dar n-am reușit să fac nici doi pași, când m-am trezit împins din spate spre grătar. Nu aveam intenția să iau tramvaiul din mers, fiindcă trebuia să văd întâi în ce tramvai și în ce vagon se urcă ea.
Maria Polevoi a declarat: „Cînd a sosit primul tramvai nr. 13, l-am urmărit cu privirea, având de gând să nu urc, dacă se urcă el. Am văzut clar cum l-a îmbrâncit cel din spatele lui...” Această declarație contravine clar celei relatate în cartea lui Gheorghe Tomozei de aceeași Maria Polevoi, în sensul că „a fost un simplu accident.” În cursul nopții de 10 spre 11 decembrie, Mary [Maria Polevoi] primește mai multe telefoane de amenințare cu moartea. Lasă să se înțeleagă că i-a recunoscut vocea lui Grișa Schwartzman
Gheorghe Tomozei a scris, după anul 1989: Labiș este primul poet român disident... El a anunțat o pauză feroce între poezie și ideologia zilei. Mai mult decât sigur, închisoarea nu era prea departe pentru el.

## Opera

### Volume publicate
- Puiul de cerb, București, 1955
- Primele iubiri, București, 1956
- Lupta cu inerția, București, 1958
- Primele iubiri, București, 1962
- Păcălici și Tândăleț, București, 1964
- Moartea căprioarei, București, 1964
- Versuri, București, 1964
- Anotimpurile, București, 1964
- Albatrosul ucis, București, 1966
- Scufița roșie, București, 1967
- Poezii, București, 1968
- Moartea căprioarei, București, 1969
- Scrisoare mamei, București, 1969
- Poezii, lași, 1971
- Sînt spiritul adîncurilor, București, 1971
- Vârsta de bronz, București, 1971
- Poezii, București, 1976
- Păcălici și Tândăleț, București, 1977
- Descrierea chipurilor, lași, 1982
- Moartea căprioarei, București,1983
- Poezii, București, 1984, 1985, 1987, 1989
- Albatrosul ucis, Galați, 1993
- Vioară neagră-ntre oglinzi, Chișinău, 1993
- Trei poeme (ediție liliput), Suceava, 1995
- Poezii, București, 1997
- Moartea căprioarei. Poezii, Chișinău, 1997
- Moartea căprioarei (ediție bibliofilă), București, 1997
- Viața și opera, lași, 2001
- Lupta cu inerția la timpul prezent (ediție critică), Timișoara, 2001
- Doină întârziată, Suceava, 2005
- Moartea căprioarei (ediție bibliofilă), Suceava, 2005
- Opera poetică, Chișinău, 2005
- Dincolo de fruntariile poeziei, I (proză, dramaturgie), Suceava, 2005
- Nicolae Labiș, folclorist (antologie folclorică), Suceava, 2006
- Traduceri, Suceava, 2007
- Corespondență, Suceava, 2009
- Puiul de cerb, Suceava, 2010
- Dincolo de fruntariile poeziei, II (texte critice), Suceava, 2011
- Opera magna, Suceava 2013
- Poezii inedite, Suceava 2015

## In memoriam
- Casa memorială „Nicolae Labiș” din Mălini, județul Suceava
- Mormântul lui Nicolae Labiș din Cimitirul Șerban Vodă - Bellu, București